# Julius Rosenbaum (Mediziner)
Georg August Wilhelm Julius Rosenbaum (* 7. September 1807 in Burg; † 6. September 1874 in Halle an der Saale) war ein deutscher Arzt.

## Leben
Georg August Wilhelm Julius Rosenbaum wurde am 7. September 1807 in Burg bei Magdeburg als Sohn des Arztes Friedrich August Rosenbaum, der 1857 in Coburg verstorben war, geboren. Auf der Zerbster Klosterschule und einem Gymnasium in Wittenberg vorgebildet, bezog er 1828 zum Medizinstudium die Universität Halle. Das Studium schloss er am 28. Oktober 1832 mit der Promotion zum Doktor der Medizin ab. Nachdem er schließlich in Berlin im April 1834 die medizinische Staatsprüfung absolviert hatte, fungierte er fortan als praktischer Arzt zu Halle.
Nach dem Tod eines Hallenser Privatdozenten wurde eine neue Person gesucht, die fortan Vorlesungen über Pathologie und Therapie für Chirurgen und Wundärzte halten sollte. Ernst Blasius schlug Julius Rosenbaum vor. Diesem Vorschlag stimmte die medizinische Fakultät zu, während ein Regierungsbevollmächtigter Rosenbaums Berufung ablehnte. Er meine, bis auf die gute Dissertation sei von Rosenbaum keine wissenschaftliche Arbeit zu erwarten. Im Catalogus Professorum Halensis wird geäußert, diese Ablehnung könne politische Hintergründe haben, da Rosenbaum sich in jüngeren Jahren in der Politik beteiligt hatte. Schließlich wurde Rosenbaum in Halle 1836 habilitiert mit einer Schrift über den Kaiserschnitt. Besonders geprüft wurde die Gegebenheit durch den Geburtshilfe-Professor Wilhelm Hermann Niemeyer.
Auch über medizingeschichtliche Aspekte las Rosenbaum. Darüber hinaus veröffentlichte er mehrere Werke, wobei manche unter dem Namen Blasius herausgegeben wurden. Andererseits waren die anderen Professoren Rosenbaum gegenüber negativ eingestellt; insbesondere Ludwig Hermann Friedländer sah in Rosenbaum einen Konkurrenten. Schließlich ersuchte Rosenbaum mehrmals eine Beförderung zum besoldeten außerordentlichen Professor, was jedoch immer aufgrund Friedländers Haltung verweigert wurde.
Im 1841 Jahr ernannte man Rosenbaum zum auswärtigen Mitglied der Pariser Akademie der Wissenschaften. Die Tätigkeit als Privatdozent stellte er schließlich im Oktober 1844 ein, nachdem es weitere Kontroversen um ihn gab, so auch ein Brief Friedländers an das zuständige Ministerium. In der Folgezeit widmete er sich wieder seiner Arztpraxis. 1847 erhielt Rosenbaum als Lob für seine Tätigkeiten die preußische Verdienstmedaille für Kunst und Wissenschaft. Nach und nach ernannten auch die medizinischen Gesellschaften der Städte Brüssel, Dresden, Hamburg, St. Petersburg, Breslau, Brügge und Zürich Rosenbaum zu ihrem Mitglied.
Julius Rosenbaum verstarb am 6. September 1874 in Halle.
Seine Dissertation galt als umfassende und gelehrte Abhandlung, in der sich bereits in frühen Jahren Rosenbaums historisches Interesse zeigte. Julius Pagel beschreibt ihn als ehrlichen, fleißigen und gelehrten Arzt. Zwar konnte er keine Professur erlangen, machte sich aber für seine Verdienste insbesondere in der historischen Pathologie auch außerhalb Deutschlands einen Namen. Außerdem bemühte er sich um die vierte Ausgabe von Kurt Sprengels Geschichtswerk. Der erste Band dieser vierten Ausgabe erschien 1846 in Leipzig, weitere Bände allerdings brachte Rosenbaum nicht mehr heraus.

## Schriften
- De sexuali organismorum fabrica disquisitionum anatomico-historicarum spec. 1. (Dissertation, 1832).
- Analecta quedam ad sectionis Caesareae antiquates. Commentatio quam pro venia docendi in academia Fridericia Halensi rite impetranda d. XIV. Mens. Maii a. MDCCCXXXVI. OCLC 758450949 una cum thesibus (Habilitationsschrift Halle 1836).
- Geschichte der Lustseuche im Alterthume für Ärzte, Philologen und Altertumsforscher dargestellt. Halle 1839; 7., revidierte und mit einem Anhange vermehrte Auflage, Verlag von H[ermann] Barsdorf, Berlin 1904 (Titel: Geschichte der Lustseuche im Altertume nebst ausführlichen Untersuchungen über den Venus- und Phalluskultus, Bordelle, Νοῦσος ϑήλεια der Skythen, Paederastie und andere geschlechtliche Ausschweifungen der Alten als Beiträge zur richtigen Erklärung ihrer Schriften dargestellt.). Nachdruck: Zentralantiquariat der Deutschen Demokratischen Republik, Leipzig 1971 (Ausgabe für S. Karger, Basel/München/…).
- als Hrsg.: Additamenta ad Lud. Choulanti bibliothecam medico-historicam, sumptibus Jo. Fr. Lipperti, Halis Saxonum / Ploetzian, Halle 1842, OCLC 8092242 (lateinisch, enthält Autorenliste).
- Zur Geschichte und Kritik der Lehre von den Hautkrankheiten, mit besonderer Rücksicht auf die Genesis der Elementarformen. Halle 1844.
- Die Onanie oder Selbstbefleckung, nicht sowohl Laster oder Sünde, sondern eine wirkliche Krankheit, in ihrer Entstehung und ihren Folgen, nebst Anweisung zu ihrer Heilung für gebildete Eltern, Erzieher und Kranke dargestellt. Leipzig 1845.
- Neun Jahre aus dem Leben eines Privatdocenten. Ein Beitrag zur inneren Geschichte der medicinischen Facultät zu Halle. Leipzig 1847.